# Tirana (prefeitura)
Tirana ou Tiranë (em albanês:  Qarku i Tiranës) é uma prefeitura da Albânia. Sua capital é a cidade de Tirana.

## Distritos
- Tirana
- Kavajë